# King’s Lynn
King's Lynn (1537-ig Bishop's Lynn) város az Egyesült Királyságban, Anglia Norfolk megyéjében. 2007-ben 42 800 lakosa volt.

## Elhelyezkedése
King's Lynn Norfolk északnyugati részén fekszik, Londontól 156 km-re észak-északkeletre, a Great Ouse mentén, közel ahhoz a ponthoz, ahol a folyó az Északi-tengerbe (illetve annak The Wash nevű öblébe) torkollik. A Great Ouse itt mintegy 200 m széles, a város túlnyomó részben a jobb parton helyezkedik el, de egy kisebb városrésze, West Lynn a bal parton található. További városrészek a központon kívül North Lynn, South Lynn és Gaywood. A városon folyik át a jóval kisebb Gaywood River is.

## Története

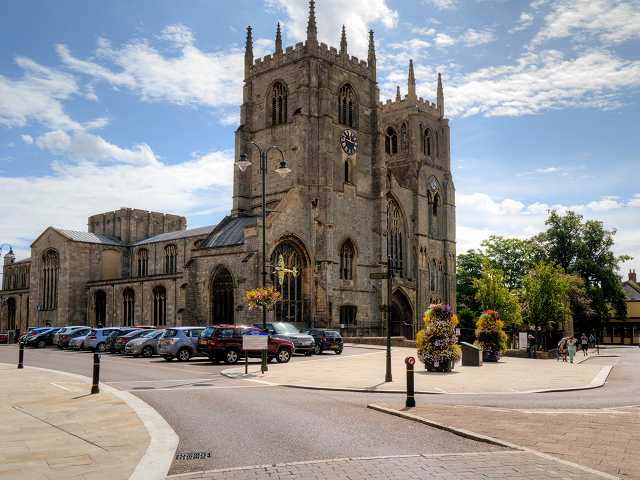
A Szt. Margit-templom

A város neve talán kelta eredetű (a walesi llyn tavat jelent; Lynn a kezdetektől sólepárló medencéiről volt ismert) vagy a bérlemény jelentésű angolszász lean kifejezésből ered. Kezdetben a norwichi püspök birtoka volt és Bishop's Lynn-nek hívták (latinul Len Episcopi; magyarul bishop=püspök), de VIII. Henrik idejében a koronához került és King's Lynnre változott a neve. A helybeliek ma is egyszerűen Lynn-nek hívják.
Az első település a 10. század elején jött létre, de első írásbeli említésére csak a 11. század elején került sor. Ekkoriban a Great Ouse még Wisbechnél torkollott a tengerbe, de a 13. század elején megváltoztatta medrét és Lynn fontos kikötővárossá vált. 1101-ben Herbert de Losinga thetfordi püspök kezdte el a település várossá fejlesztését: megalapította a Szt. Margit-templomot és engedélyezte vásárok tartását. 1190-ben, amikor Oroszlánszívű Richárd király elindult a harmadik keresztes háborúba, a lynniek pogromokban legyilkolták a zsidó lakosságot.

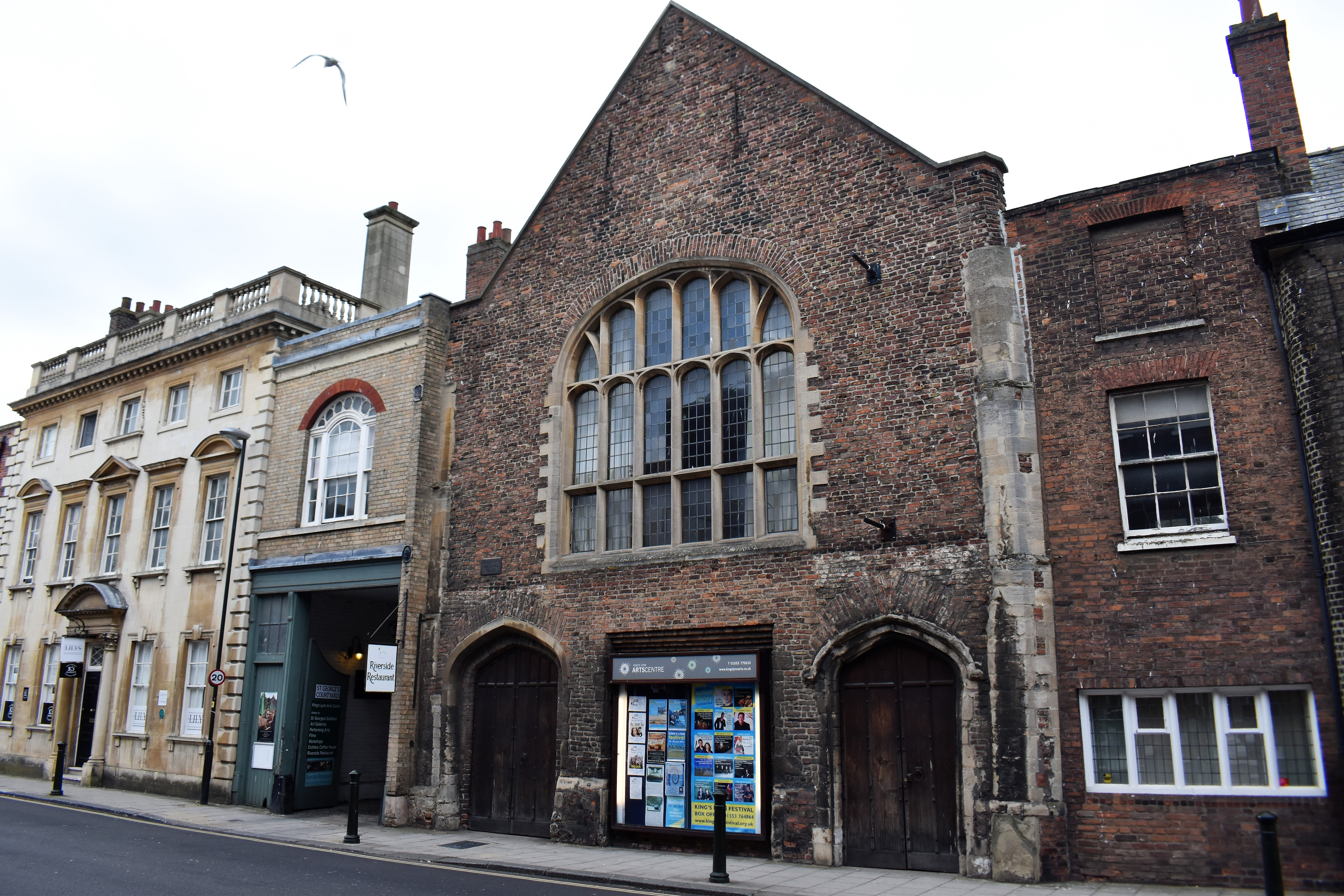
A St George's Guildhall

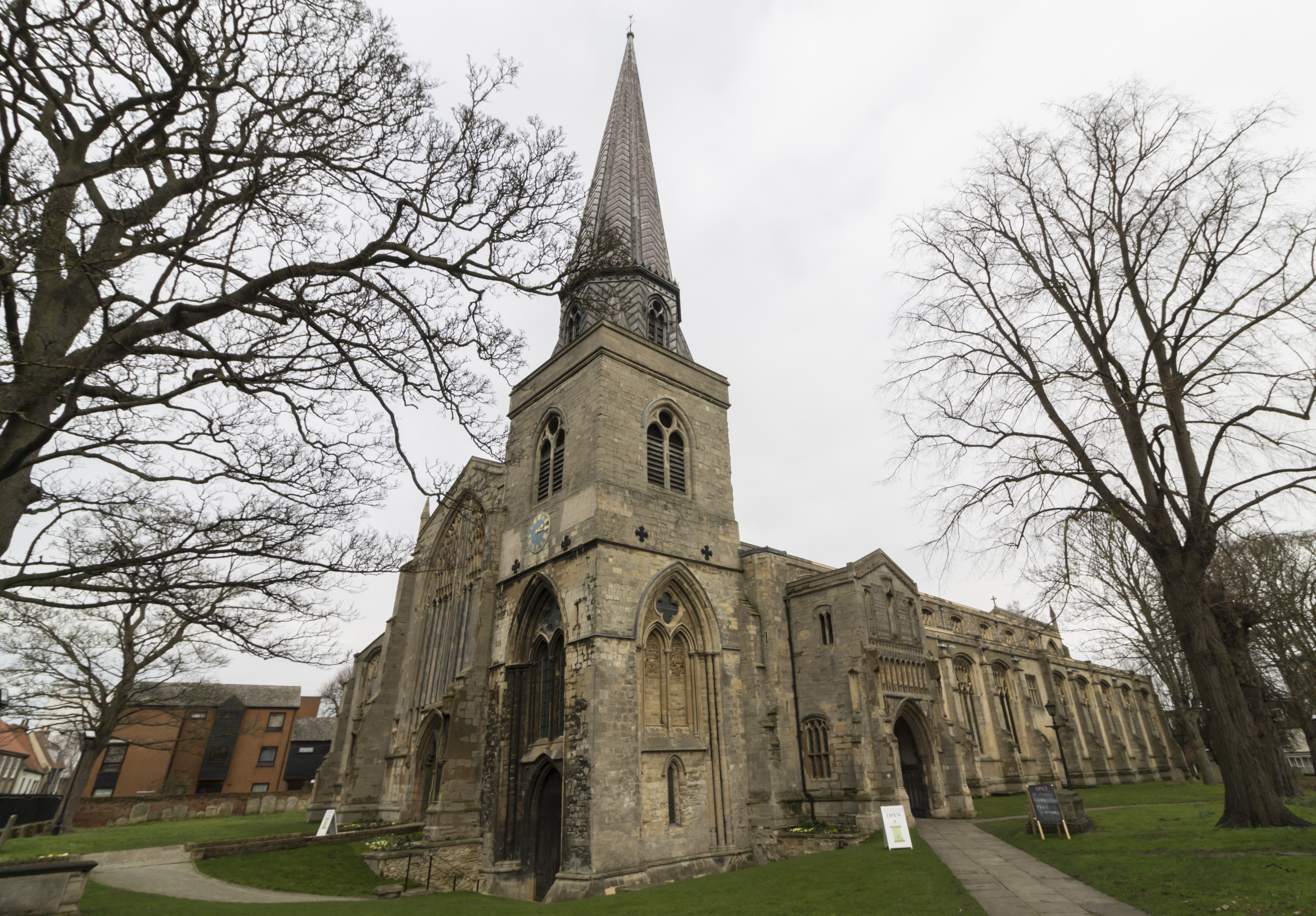
A Szt. Miklós-kápolna

A 14. századra Lynn Anglia egyik legforgalmasabb kikötővárosává vált; kereskedelme legalább olyan fontos volt a középkori királyság számára, mint Liverpoolé 500 évvel később. A forgalmat alapvetően a Hanza szövetség hajói bonyolították, az angol kereskedelmi flotta csak a 17. században kezdett megerősödni. Ebből a korból származik az 1421-ben épült Trinity Guildhall, az 1475-ös Hansa House és a Marriott's Warehouse; ezek az egyetlen máig megmaradt Hanza-épületek Angliában. Ekkoriban vették körbe fallal a várost, amelyen a keleti és déli kapun át lehetett közlekedni.
1537-ben Lynn a korona birtokává vált és VIII. Henrik bezáratta bencés kolostorát. Ugyanebben a században engedélyezték, hogy polgármestert válasszanak, iskolát alapítottak, vízvezetéket építettek, de a nagy vásárok számát évi kettőről egyre csökkentették. A várost rendszeresen látogatta a pestis: 1516-ban, 1587-ben, 1597-ben, 1636-ban és végül 1665-ben jegyeztek fel járványt. 1572-ben a tűzveszély miatt betiltották a zsúptetők építését. Az angol polgárháború során Lynn a parlamentet támogatta, ezért 1643-ban megszállták a royalisták, de Cromwell háromhetes ostrommal visszafoglaltatta.
A 16-17. században kikötőjén keresztül főleg gabonát exportáltak és vasat, valamint fát importáltak. Az amerikai gyarmatok és az atlanti kereskedelem növekedésével jelentősége (akárcsak a többi nyugat-angliai kikötőé) fokozatosan lecsökkent. A 17. században megkezdődött a városkörnyéki lapos, sós mocsárvidék (The Fens) lecsapolása és az itt termelt mezőgazdasági termények jó piacra leltek a rohamléptekkel fejlődő Londonban. 1766-ban megnyitotta kapuit az első állandó színház, 1784-ben megalakult az első lynni bank. 1847-ben a várost bekötötték a vasúti hálózatba ami új gazdasági pezsgést eredményezett. 1904-ben múzeumot, 1905-ben könyvtárat alapítottak. Az első világháború során King's Lynn a német légitámadások egyik első célpontja volt: 1915 januárjában egy zeppelin 11 bombát dobott le, megölve két polgárt. A második világháborúban viszonylag kevés támadás érte és Londonból is küldtek ide menekülteket. Az 1950-es 60-es években Lynn gyors ütemben gyarapodott, elsősorban élelmiszeripara fejlődött. 2006-ban - az Egyesült Királyságban elsőként - csatlakozott a történelmi Hanza-városok szövetségéhez.

## Gazdaság
King's Lynn Anglia egy viszonylag ritkán lakott részének regionális központja. Történeti hagyományait megtartva még mindig nagy jelentőségű a tengeri kereskedelem (2008-ban Nagy-Britannia leggyorsabban növekvő kikötője volt), a halászat (beleértve a halat, a rákot és kagylót) és az élelmiszerfeldolgozás. Több vegyipari üzeme van és 2008-ban a német Palm Group megkezdte építeni a világ egyik legnagyobb papírgyárát, amely 100%-ban újrahasznosított papírból dolgozik.
A turizmus kisebb jelentőségű iparág, elsősorban a történelmi városközpont vonz látogatókat, de innen indulnak a turisták tovább a királyi család közeli kastélyába, a Sandringham House-ba is.

## Látnivalók

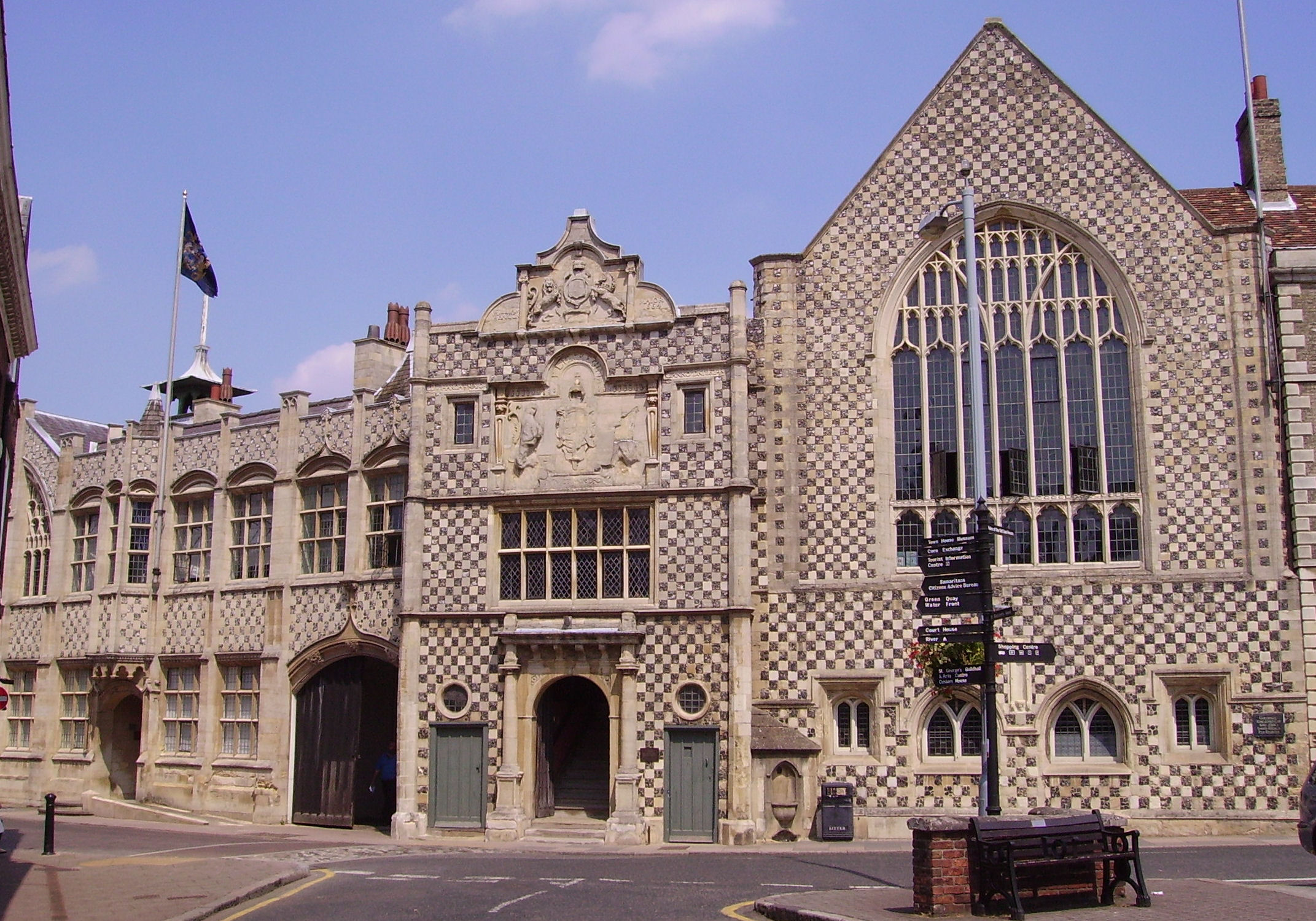
A városháza

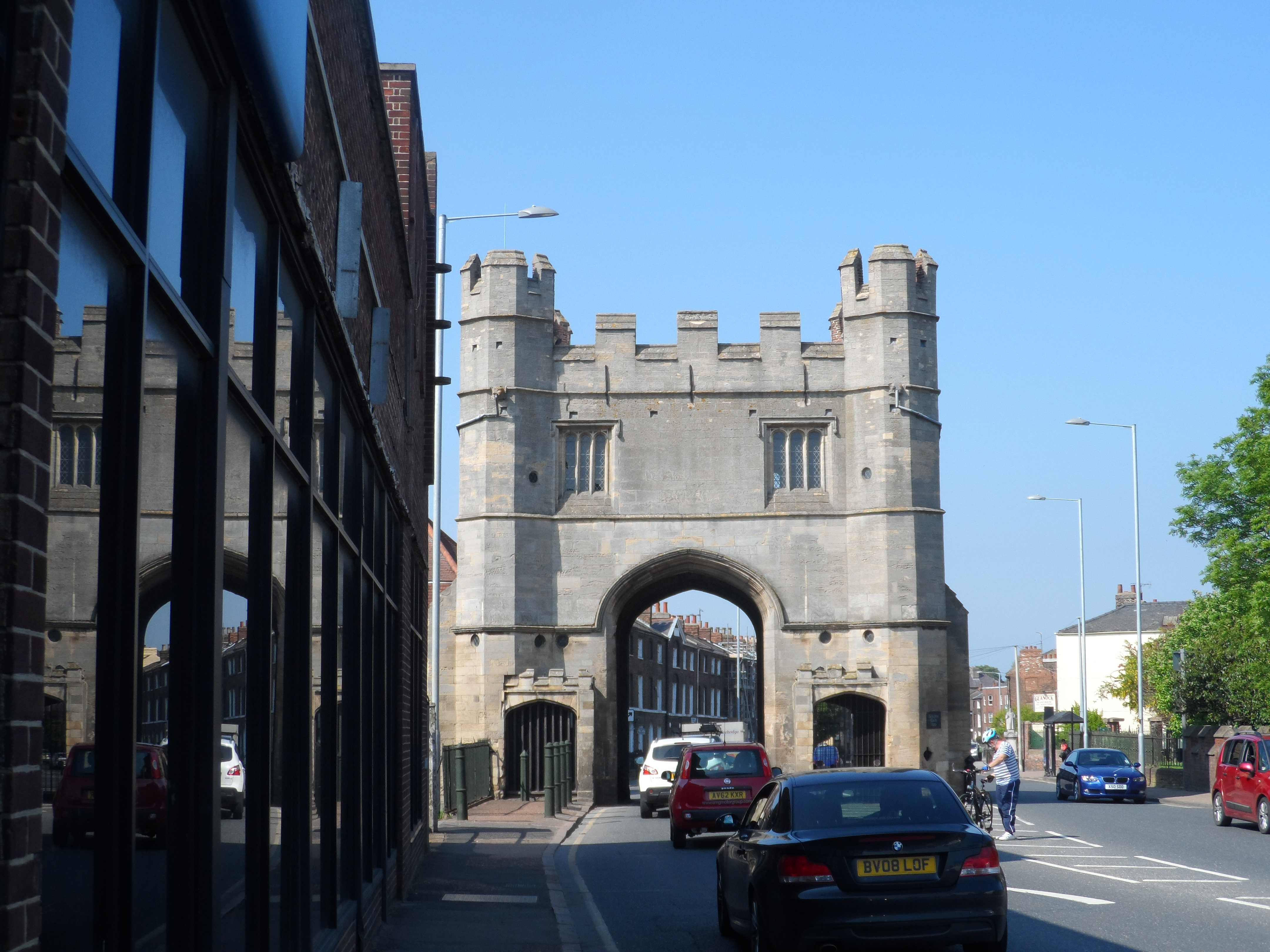
A Déli-kapu

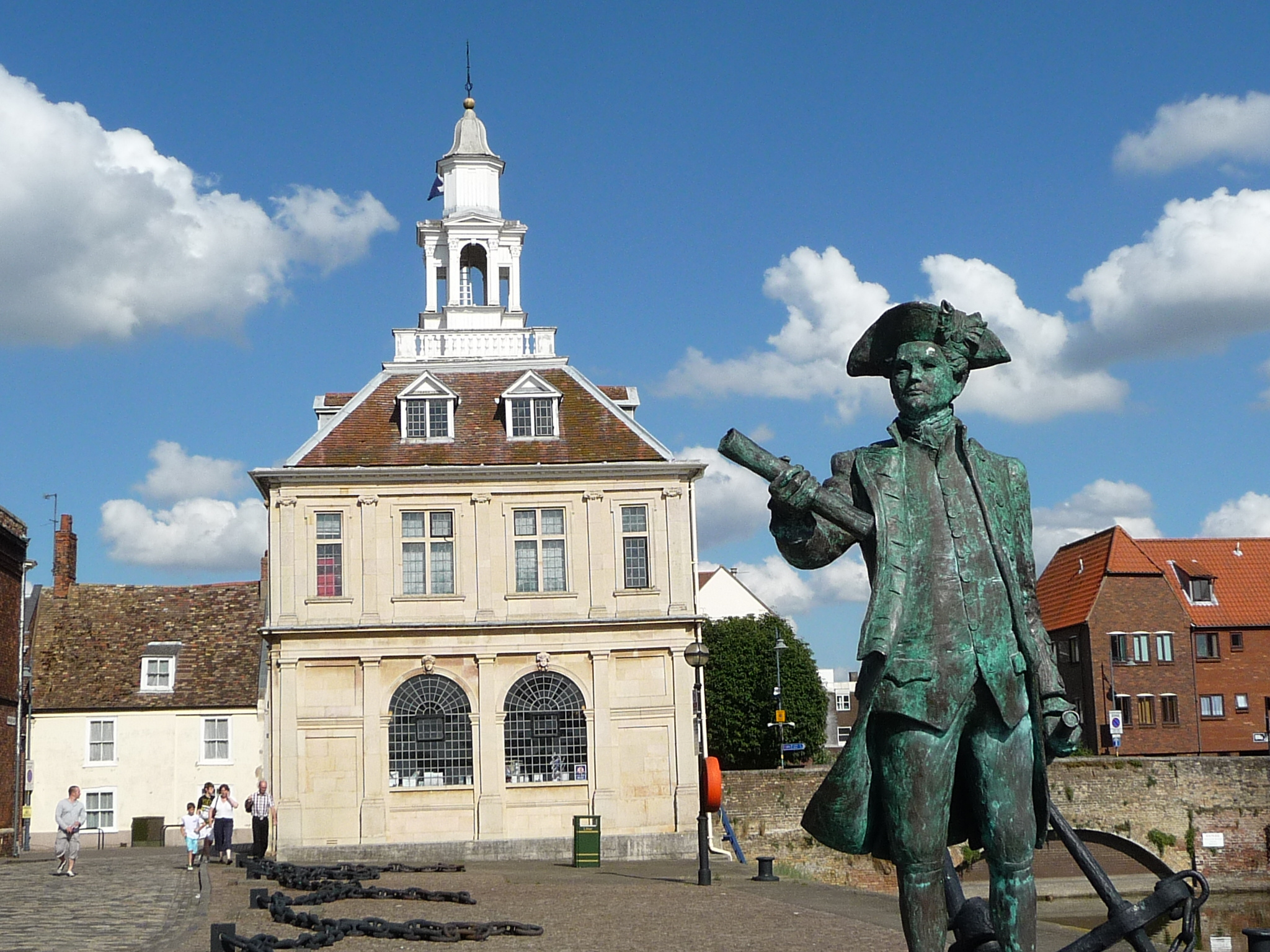
A Vámház és George Vancouver szobra

- a St George's Guildhall 1428-ban épült a Szt. György céh számára gyűlésteremként. 1445 óta misztériumjátékok, betlehemek, majd színdarabok előadására is használták, így ezt az épületet tartják a legrégebbi, máig fennálló színháznak Angliában. 1593-ban valószínűleg fellépett itt Shakespeare is; ez az egyetlen ma is létező épület, amelyről ez elmondható. Ma művészeti központként funkcionál.
- a városháza és a Trinity Guildhall
- a Szt. Margit-templomot 1101-ben alapították
- a Szt. Miklós-kápolna
- a Vámház 1683-ban épült
- a Szürkebarátok tornya a valamikori ferences kolostor templomának romja
- a középkori városfal Déli-kapuja

## Híres King's Lynn-iek
- Robert Armin (kb. 1568–1615) színész
- Thomas Baines (1820–1875) festő, felfedező
- Martin Brundle (*1959) Forma 1-es autóversenyző
- Frances Burney (1752–1840) írónő
- John Capgrave (1393–1464) teológus, történetíró
- Jack Huston (*1982) színész
- Margery Kempe (kb. 1373–kb. 1438) keresztény misztikus, az első angol önéletrajzíró
- George Russell (*1998) Forma 1-es autóversenyző
- Roger Taylor (*1949) zenész, a Queen dobosa
- George Vancouver (1757–1798), tengerész, felfedező

## Testvérvárosok
- Emmerich am Rhein (Németország)
- Sandringham (Ausztrália)
- Jičín (Csehország)
- Mladá Boleslav (Csehország)

## Fordítás
- Ez a szócikk részben vagy egészben  a   King's Lynn című angol Wikipédia-szócikk ezen változatának fordításán alapul.  Az eredeti cikk szerkesztőit annak laptörténete sorolja fel. Ez a jelzés csupán a megfogalmazás eredetét és a szerzői jogokat jelzi, nem szolgál a cikkben szereplő információk forrásmegjelöléseként.